# Giovanni Bianchini

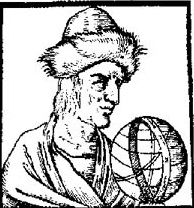
Från: Luminarium atque planetarum motuum tabulae octoginta quinque, 1553

Giovanni Bianchini (Latinsk form: Johannes Blanchinus) (1410 – c:a 1469) var en italiensk astronom och matematiker från Bologna, professor i astronomi vid Universitetet i Ferrara.  Han var en äldre kollega till Georg Peurbach  och Regiomontanus. 

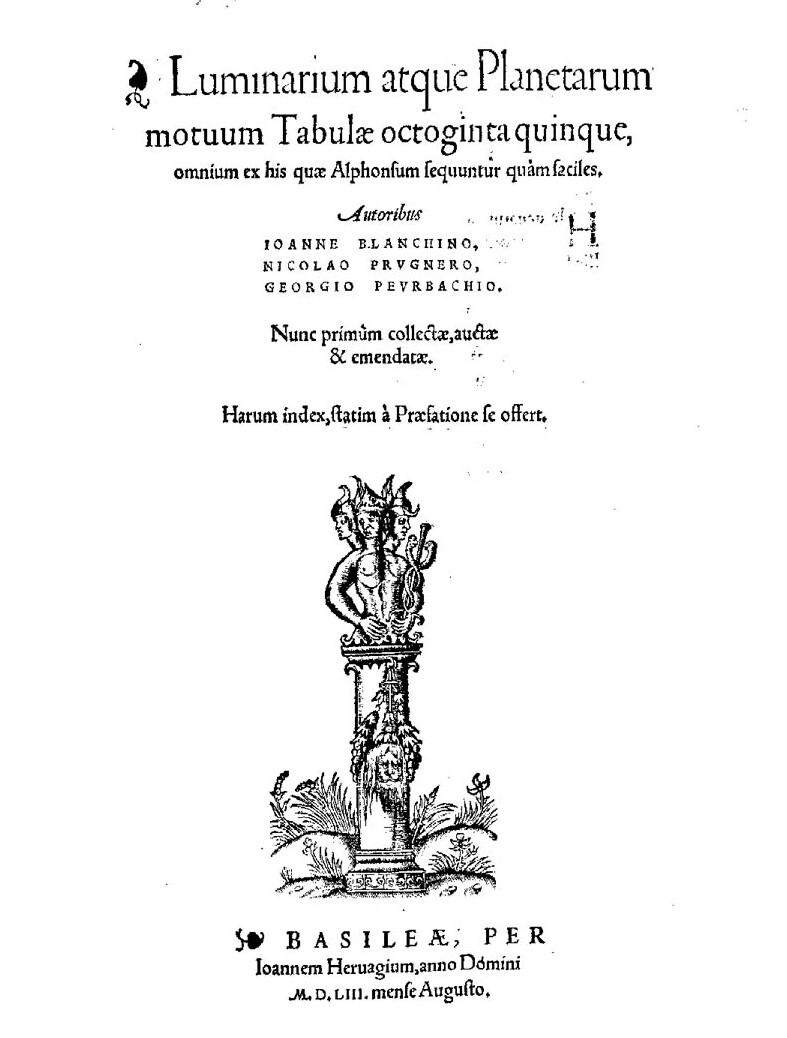
Luminarium atque planetarum motuum tabulae, 1553

År 1464 fick Bianchini ett brev daterat 11 february från Regiomontanus. När denne var i Venedig 1462 hade han kommt över bland andra gamla böcker,  en ofullständig kopia av Diophantus' Arithmetica. Regiomontanus skriver att om han kunde hitta en fullständig version, så skulle han översätta den grekiska texten. Brevet innehåller också Regiomontanus' analys av alla sätt på vilka den då vedertagna astronomiska teorin avvek från observerade fenomen och uttryckte åter hopp om en gemensam ansträngning för att återetablera disciplinen.
Giovanni var troligen far till instrumentmakaren Antonio Bianchini.
Blanchinus’ krater på månen har fått sitt namn efter Giovanni.
Giovanni ska inte förväxlas med andra som fått månkratrar uppkallade efter sig: Francesco Bianchini (1662–1729) (Bianchini-kratern) eller Giuseppe Biancani (1566–1624) (Blancanus’ krater).